# Tito Júnio Bruto

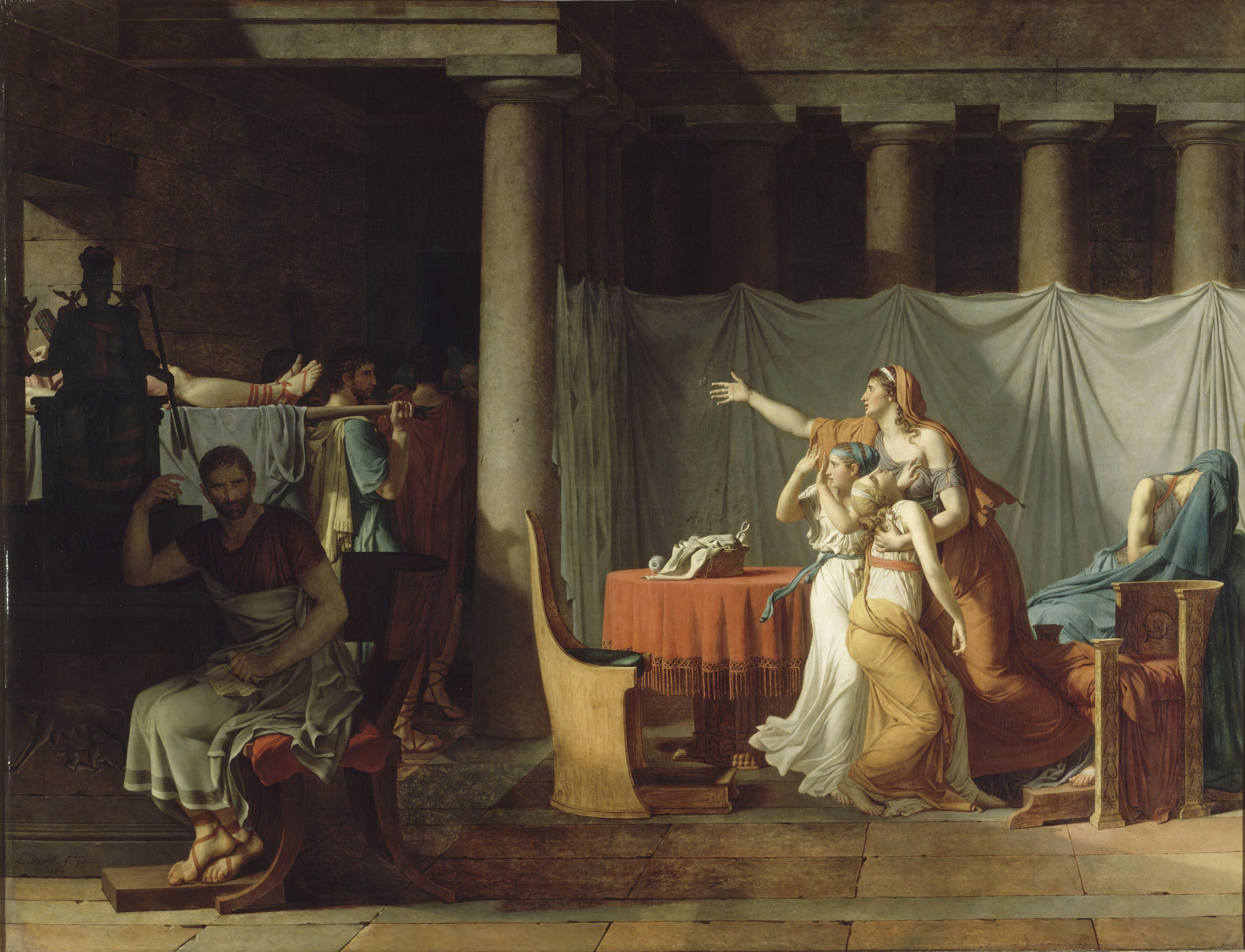
Os Lictores trazem para casa os filhos de Bruto, de Jacques-Louis David (1784)

Tito Júnio Bruto (em latim: Titus Junius Brutus; morreu c. 509 a.C.) era o filho mais velho de Lúcio Júnio Bruto, que foi um dos primeiros dois cônsules de Roma em 509 a.C. Sua mãe era Vitélia. 
A convite de seus tios, chamados Vitélios, ele e seu irmão mais novo, Tibério Júnio Bruto, juntaram-se à Conspiração Tarquiniana. Quando a conspiração foi descoberta, ele e os outros conspiradores foram executados por ordem dos cônsules. A punição era executada pelos lictores e incluía ser despido, espancado com varas e depois decapitado. Lúcio Júnio Bruto era admirado por sua postura firme em ordenar a execução de seus filhos, embora às vezes durante a execução mostrasse suas emoções. 